# Monument au Général Storms
Le Monument au Général Storms est un monument commémorant Émile Storms. Il était situé à Bruxelles en Belgique, dans la commune d'Ixelles, avant son retrait le 30 juin 2022 dans le cadre du processus de dé-commémoration qui cherche à décoloniser l'espace public.

## Localisation
Le monument se dressait à la frontière du quartier africain de Matonge et du quartier européen, dans la partie sud du Square de Meeûs, situé dans le quartier Léopold, entre la petite ceinture et le complexe de bâtiments du Parlement européen de l'espace Léopold.
Après démontage, la statue a été confiée au Musée royal de l'Afrique centrale à Tervuren.

## Statut patrimonial
Le monument fait l'objet d'un classement au titre des monuments historiques depuis le 8 novembre 1972.

## Historique

### Édification
Le monument initial a été réalisé en bronze par le sculpteur Marnix D'Haveloose (1885-1973) en 1906,. Il a été dérobé durant la deuxième occupation du territoire et remplacé en 1948 par une copie en marbre à l'initiative de l'Association des Anciens Coloniaux.
Il représente Émile Pierre Joseph Storms, connu comme le « Général Storms » (1846-1918), l'un des Belges chargés par le roi Léopold II de coloniser le Congo au XIXe siècle,, surnommé « Bwana Boma » (« Monsieur Forteresse ») lors de son séjour au village de Lubanda « à cause de la formidable forteresse qu'il y construisit en 1883 ».
Sur son socle est gravée la mention « Il fonda M'Pala (1883) et étendit la civilisation jusqu'au Tanganyika ».

### Contexte historique

#### Exactions du traficant d'esclaves Lusinga
Dans les années 1870 et 1880, des territoires de l'est du Congo sont l'objet des exactions de Lusinga lwa Ng’ombe, un chef actif dans le commerce d'esclaves et décrit par l'explorateur écossais Joseph Thomson comme un « potentat des plus sanguinaires » qui n'hésite pas à décapiter ses ennemis (comme le chef Ukala), à faire empaler leur tête et à raser leurs villages (comme ceux du chef Manda),.
Dans les années 1870, Lusinga s'installe dans les montagnes à l'ouest de Mpala : « Il s'est abattu comme une avalanche sur les habitants les plus paisibles près du lac, et a balayé toute la population de trente ou quarante villages prospères, transformant le pays en un désert parfait », selon les mots de Joseph Thomson durant sa visite dans la région en décembre 1879.

#### Quatrième expédition de l'Association internationale africaine
Les exactions de Lusinga servent de prétexte à l'intervention de Storms qui, en décembre 1884, monte une expédition punitive dont le but était de réduire les positions tenues par Lusinga dans la montagne. Selon Allen F. Roberts, « Lusinga commandait des hommes engagés dans le pillage impitoyable et les rafles d'esclaves dans une vaste zone au nord de Lubanda, et de telles activités semblaient une justification suffisante pour l'attaque de Storms », qui avait bien sûr d'autres motivations.
En effet, Storms commande « la 4ème expédition de l'Association internationale africaine (AIA), une organisation créée à l'initiative du Roi Léopold II pour explorer l’immense territoire qui deviendra bientôt le Congo belge » : « l'AIA affichait des ambitions « civilisatrices » et « antiesclavagistes » mais il ne s'agissait de rien d’autre que d'une entreprise de conquête s’inscrivant dans la course que plusieurs puissances européennes se livraient alors pour coloniser l’Afrique centrale ».
Durant son expédition punitive contre Lusinga, Storms fait 60 morts et 125 prisonniers, décapite le chef Lusinga et note dans son journal à la date du 15 décembre 1884 : « J’ai pris la tête de Lusinga pour la mettre dans ma collection. ». Un an plus tôt, Storms écrivait à son supérieur : « Au Marungu, j’ai eu une petite difficulté avec le fameux Lusinga. Le fond de l’affaire est que je lui ai refusé de la poudre. Il a dit qu’il couperait la tête au premier homme de ma station qu’il rencontrerait. S’il a le malheur de mettre son projet à exécution, la sienne, pourrait bien, un jour arriver à Bruxelles avec une étiquette, elle ferait fort bonne figure au musée. ».
À son retour en Europe, Storms confie le crâne à l'anthropologue racialiste Émile Houzé, qui écrit un traité sur le sujet dans lequel il affirme y avoir vu la « dégénérescence ».

### Controverse auXXIesiècle

#### Remous en 2018
En mars 2018, le magazine Paris Match rappelle que ce crâne repose toujours dans une boîte à l'Institut royal des sciences naturelles à Bruxelles, ainsi que celui de deux autres chefs insoumis, dont l'un a toutefois disparu des collections.
Dès son arrivée à la maison communale d'Ixelles à la fin de l'année 2018, le bourgmestre écologiste Christos Doulkeridis travaille sur le dossier Storms, dont le buste se dresse au milieu du square de Meeûs : « J’ai demandé à déplacer le buste dans un musée, ce qui a été accepté. […] L’espace public est à tout le monde, il porte un message, il n’est pas statique par essence, il est en évolution. Le ‘Général Storms’ représentait une certaine époque. Il est resté plusieurs décennies dans l’espace public. Maintenant, il peut aller ailleurs. Sa place est dans un musée, ce qui permettra de mieux contextualiser les faits ».

#### Prises de position des autorités et vandalisme militant en 2020
Dans la foulée des manifestations contre le racisme et les violences policières qui font suite à la mort de George Floyd, tué par la police le 25 mai 2020 à Minneapolis aux États-Unis, Doulkeridis répète son intention de procéder à l'enlèvement de la statue à la fin du mois de mai 2020 ainsi que le 30 juin, date du soixantième anniversaire de l'indépendance du Congo.
Le 28 mai 2020, la télévision belge annonce un accord de principe pour déplacer la statue de Storms vers le Musée royal de l'Afrique centrale à Tervuren.
Mais le directeur du Musée Gido Gryssels apporte quelques précisions : « Il y a un accord de principe avec la commune d'Ixelles, oui, pour une mise en dépôt chez nous. Mais ce n'est pas un accord écrit. Concernant la place de la statue dans le musée, nous n'avons pas la place. Nous évoquons déjà, à deux endroits différents, le 'Général Storms' dont la salle concernant l'histoire coloniale. Il y a donc déjà pas mal d'informations le concernant. Le buste est beaucoup trop grand et n'apporte pas vraiment de valeur ajoutée »,.
Le 13 juin, le buste du général Storms est aspergé de peinture rouge,.

#### Retrait par la Commune en 2022
En juin 2020, la Commune d'Ixelles introduit une demande de permis d'urbanisme en vue de retirer le buste du square de Meeus mais, le square étant un site classé, une décision de la Commission Royale des Monuments et Sites est nécessaire.
Le monument est retiré le 30 juin 2022 par la Commune sans permis d'urbanisme,,, et mis en dépôt par la Commune en attendant de connaître le musée qui va la récupérer. Selon Aliou Baldé du collectif Mémoire coloniale : « C'est un acte important. Cela prouve que les autorités publiques sont à l'écoute. Pour nous, c'est l'aboutissement d'une bataille. Mais pas encore de la guerre décoloniale qui, elle, continuera ».
Le permis est toutefois accordé ultérieurement dans une décision qui mentionne « qu'une figure aussi brutale que Storms n'a pas sa place dans l'espace public ».

Le buste du général Storms au square de Meeûs
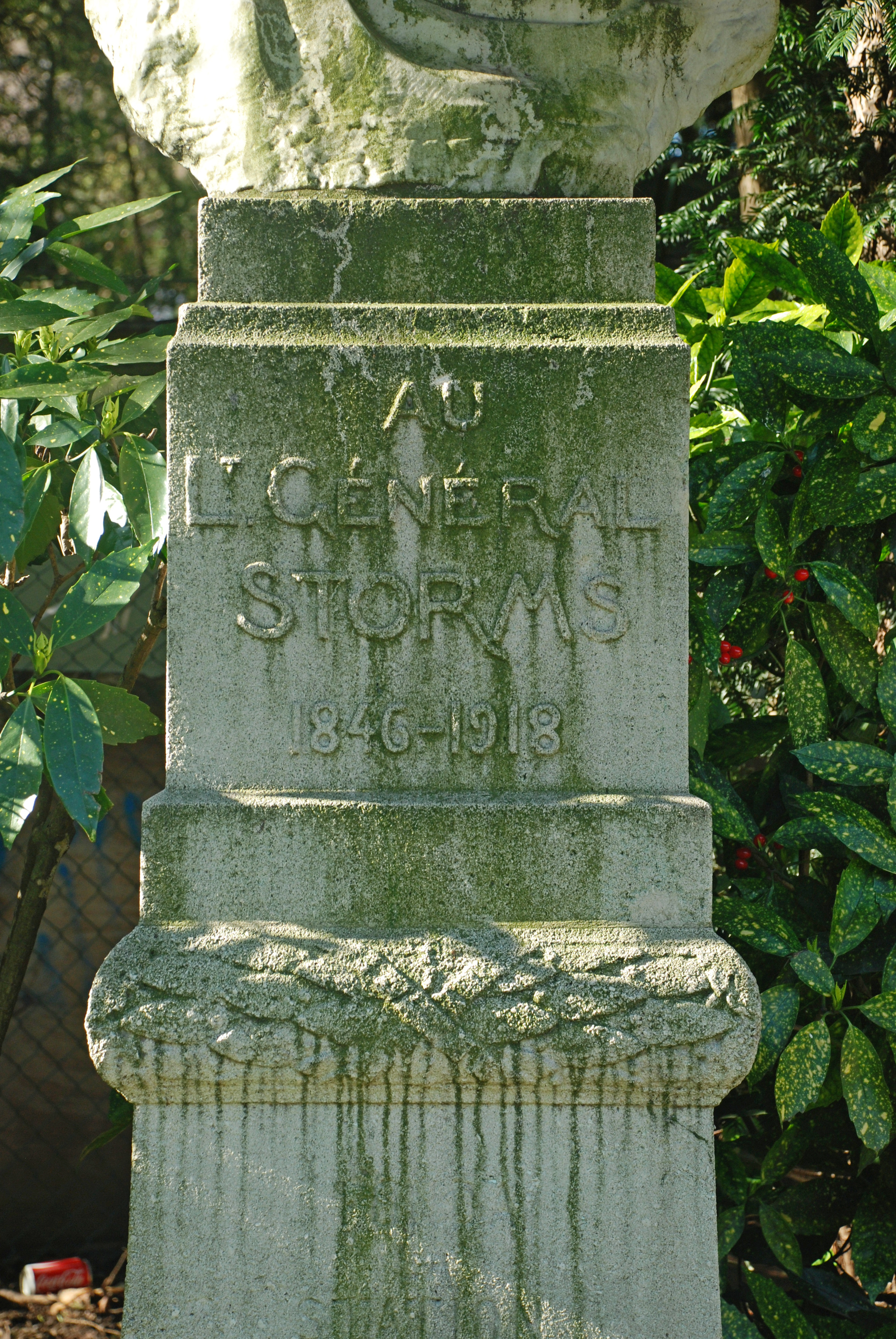
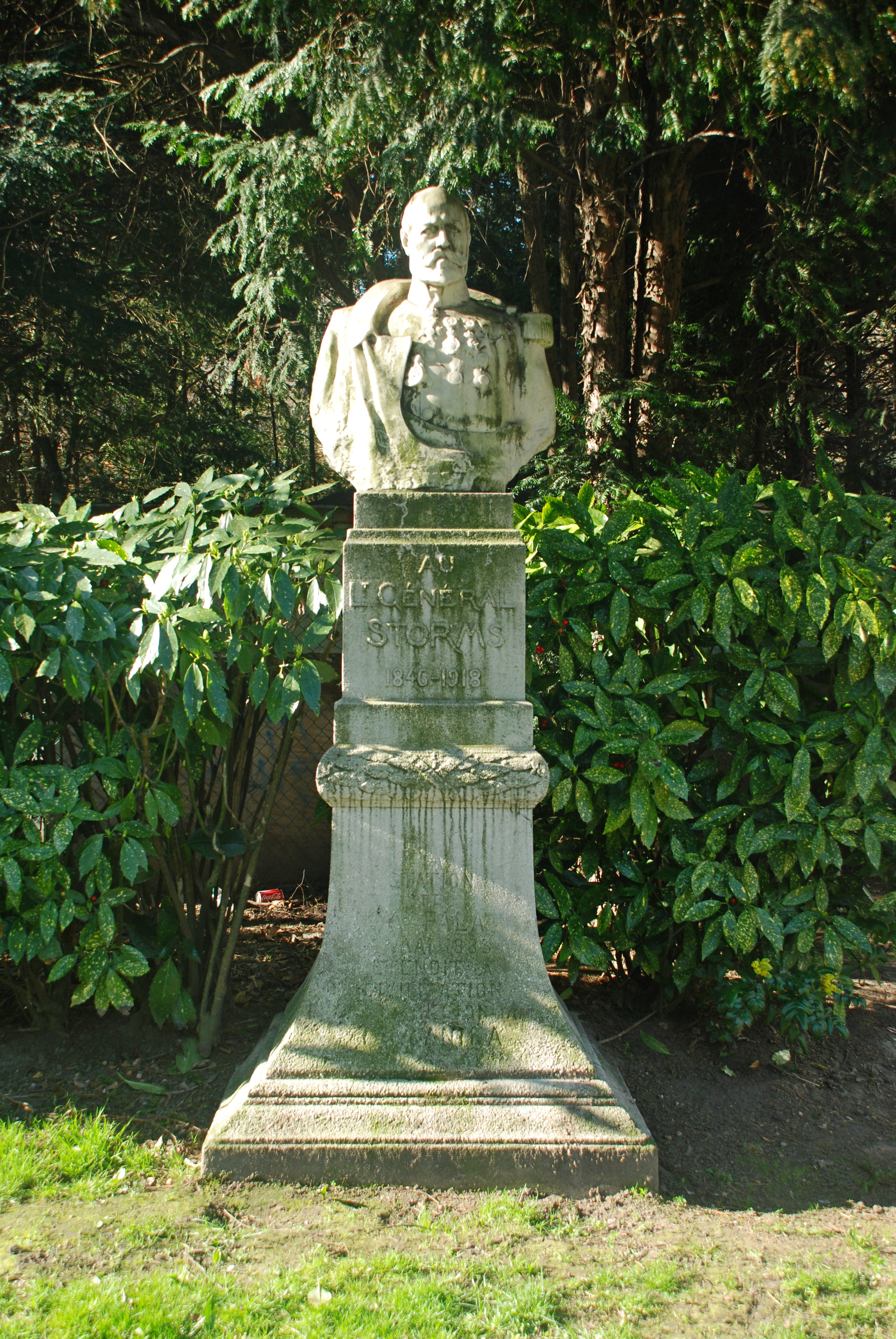
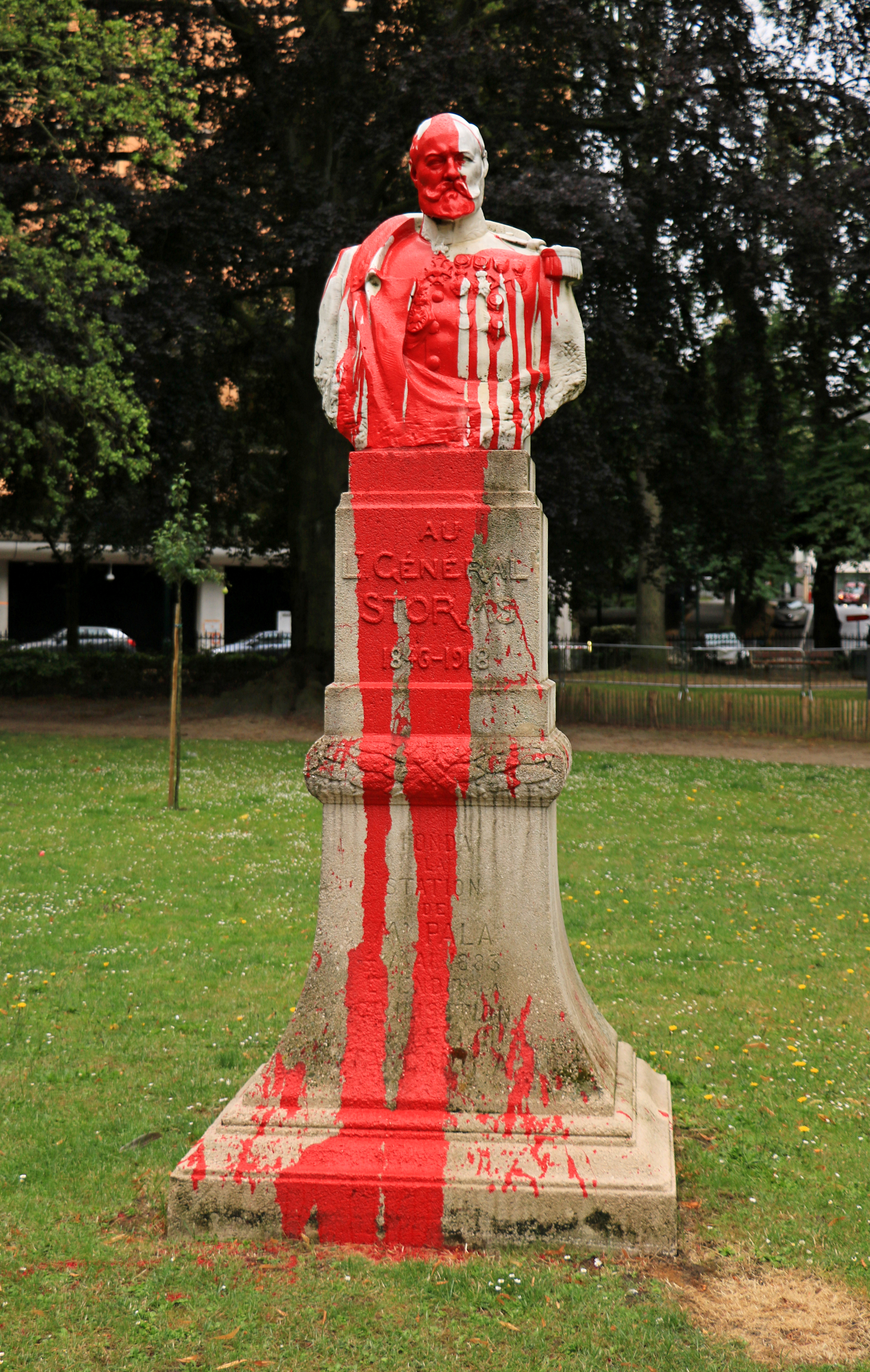
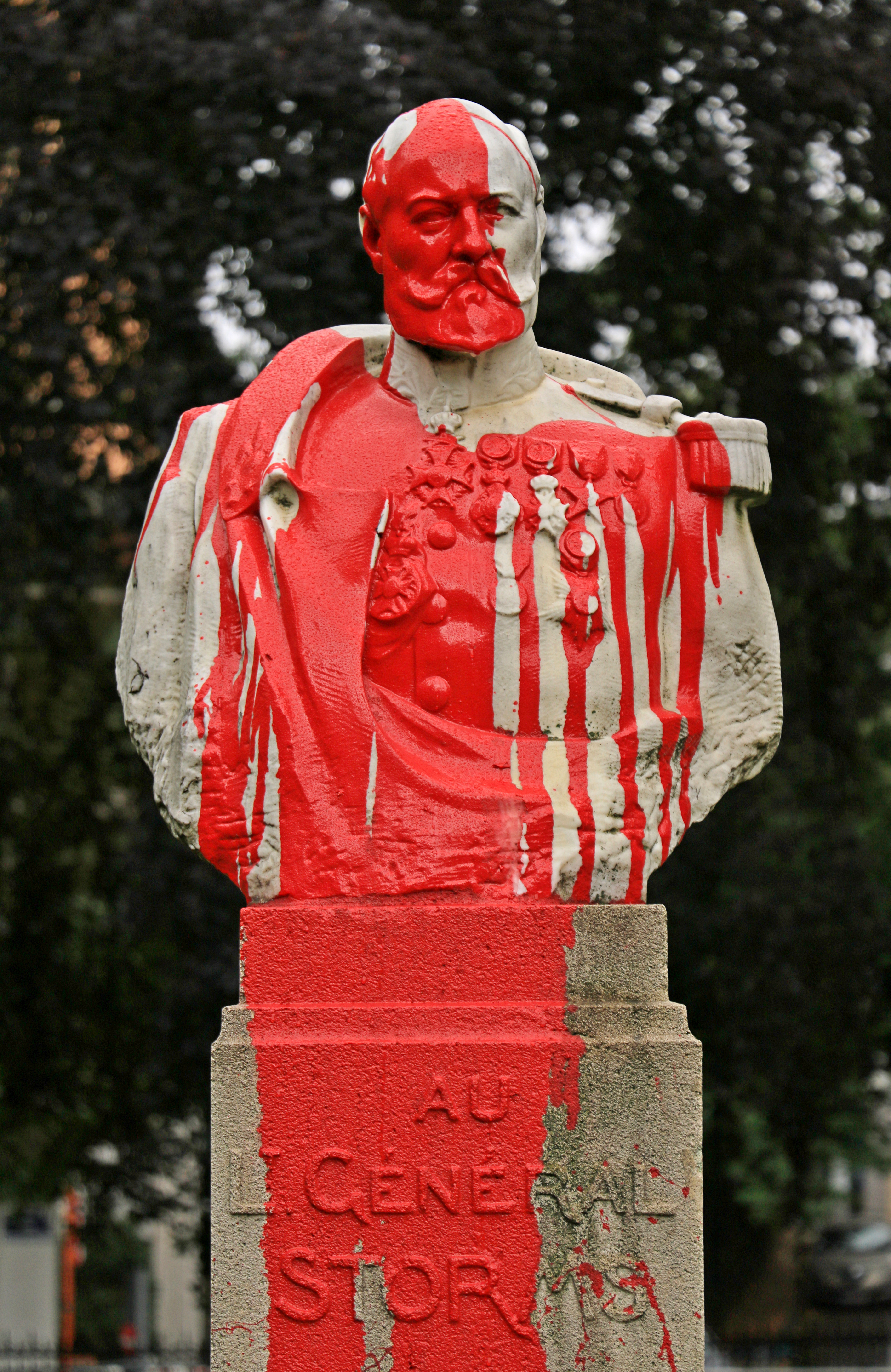